# Dzsibuti az olimpiai játékokon
Dzsibuti 1984-től küld sportolókat az olimpiai játékokra, azóta minden nyári sportünnepen részt vett, de még nem képviseltette magát a téli olimpiai játékokon.
Dzsibuti eddig egy olimpiai érmet szerzett.
A Dzsibuti Nemzeti Olimpiai Bizottság 1983-ban alakult meg, a NOB 1984-ben vette fel tagjai közé.

## Érmesek
| Érem  | Név                  | Olimpia     | Sport    | Versenyszám   |
| ----- | -------------------- | ----------- | -------- | ------------- |
| Bronz | Houssein Ahmed Salah | 1988. Szöul | Atlétika | Férfi maraton |

## Éremtáblázatok

### Érmek a nyári olimpiai játékokon
| Olimpia              | Arany | Ezüst | Bronz | Összesen |
| 1984, Los Angeles    | 0     | 0     | 0     | 0        |
| 1988, Szöul          | 0     | 0     | 1     | 1        |
| 1992, Barcelona      | 0     | 0     | 0     | 0        |
| 1996, Atlanta        | 0     | 0     | 0     | 0        |
| 2000, Sydney         | 0     | 0     | 0     | 0        |
| 2004, Athén          | 0     | 0     | 0     | 0        |
| 2008, Peking         | 0     | 0     | 0     | 0        |
| 2012, London         | 0     | 0     | 0     | 0        |
| 2016, Rio de Janeiro | 0     | 0     | 0     | 0        |
| 2020, Tokió          | 0     | 0     | 0     | 0        |
| 2024, Párizs         | 0     | 0     | 0     | 0        |
| Összesen             | 0     | 0     | 1     | 1        |

## Érmek sportáganként

### Érmek a nyári olimpiai játékokon sportáganként
| Dzsibuti érmei a nyári olimpiai játékokon sportáganként | Dzsibuti érmei a nyári olimpiai játékokon sportáganként | Dzsibuti érmei a nyári olimpiai játékokon sportáganként | Dzsibuti érmei a nyári olimpiai játékokon sportáganként | Az olimpiai zászlaja |

| Sportág  | Arany | Ezüst | Bronz | Összesen |
| -------- | ----- | ----- | ----- | -------- |
| Atlétika | 0     | 0     | 1     | 1        |
| Összesen | 0     | 0     | 1     | 1        |